# Дикое Дитя
Дикое Дитя (англ. Wild Child) также известный как Оружие Омега, персонаж Вселенной Marvel. Настоящее имя Кайл Гибни. Персонаж проявлял себя как супергероем, так и суперзлодеем. Был членом таких команд, как Отряд Альфа, Фактор Икс, и Оружие Икс. Был создан Джоном Бирном для камео-появления в Отряд Альфа #1, однако затем стал постоянно появляться в комиксе, начиная с комикса Отряд Альфа #11.

## История персонажа
Кайл Гибни является мутантом, обнаружившим дикую часть своей мутации в периоде полового созревания; эта мутация дала ему повышенные физические способности и ускоренную регенерацию тканей. Он также страдал от животного проявления мутации, побудившего его родителей выкинуть его из их дома. Проживая на улицах, оказался похищен Секретной Империей и был подвергнут изменяющим тело и разум экспериментам. Эксперименты сделали его психически нестабильным, в частности склонным к насилию и животному поведению. На протяжении этого времен Кайл познакомился с доктором Валери Купер, государственной работницей, не знающей об истинной натуре деятельности Империи. Он был освобожден Уайром (англ. Wyre), человеком, кто невольно стал источником генетического материала для экспериментов Империи.
Гибни (теперь уже известный, как Дикое Дитя) был схвачен военными и был отдан под опеку канадского секретного Департмента Ш (англ. Department H), руководившего сбором Отряда Альфа. Участник Отряда, Уолтер Ланговски, желая защитить юношу от военных, поместил его в тренировочный Отряд Гамма. После того, как Отряд Альфа и все его тренировочные группы были расформированы, Гибни был привлечен в первый Отряд Омега, группу профессиональных преступников. На стороне Отряда Омега он сражался против Отряда Альфа и проиграл.В следующей схватке с Отрядом Альфа он был поражен Мэдисоном Джеффрисом. Потом он совершил серию убийств, закончившихся схваткой с Росомахой, пленившим его, после того, как он серьезно ранил и почти убил участника Отряда Альфа Хезер Хадсон.
Дикое Дитя был в дальнейшем выпущен по неизвестным причинам и стал участником нового Гамма Отряда. Вместе с Гамма Отрядом, он сражался с Альфа Отрядом. Однако потом он помог Гамма и Альфа Отряду в битве с силами Ллана Волшебника. Когда Гамма отряд был расформирован после этого, он пришел в бешенство из-за этого и атаковал Путь, другую стажерку отряда. Лидер Гамма Отряда Немезида телепортировала его прочь во время схватки с Хезер Хадсон (Страж) и Росомахой. Департмент Ш позже поможет ему преодолеть его психологические проблемы и излечат его заболевание, обучат и сделают его специальным агентом канадского правительства, приписанным к Альфа Отряду под кодовым именем Оружие Омега. Вместе с Альфа Отрядом он сражался с Дьяволом. Он присоединился к «Ядру Альфа», встретил вторую команду Фактор Икс, и остановил ментально контролируемого Омерту от убийства президента Италии. Он также сражался со своим двойником в течение Бесконечной Войны. Он был атакован Уайром, но был спасен Отрядом Альфа. Он искал Немезиду, и попал в одну камеру с ней, схваченный Роком, но они оба были спасены Оружием Икс. Он победил Уайра в схватке один на один; после он узнал о своем настоящем происхождении и поменял своё кодовое имя на Дикое Сердце (англ. Wildheart). Он помог Отряду Альфа в битве с Вредителем. Он также вступил во взаимоотношения со своей напарницей по команде, Авророй.

## Силы и способности
- Исцеляющий фактор: Основной способностью Дикого Дитя является ускоренный исцеляющий фактор, позволяющий ему регенерировать поврежденные и уничтоженные участки тела гораздо сильнее, нежели обычному человеку. В период, когда он был лишен сил, Кайл все ещё мог вылечиться от нескольких глубоких ран в течение пары часов. Однако он не мог регенерировать свои голосовые связки после их повреждения в схватке с Саблезубым. Однако по прошествии некоторого времени он восстановил свои способности в полной мере, как и голос.
- Кайла Гибни тренировал Росомаха и он крайне искусен в схватках один на один. Также является весьма искусным гимнастом, за пределами уровня подготовки олимпийских атлетов.
- Дикое Дитя обладает сверхчеловеческими чувствами: зрением, слухом, обонянием. Также обладает повышенной скоростью реакции.

## Другие версии

### День М
Имя Дикого Дитя было показано на экране терминала в числе мутантов, лишившихся сил после Дня М. Его энергетическая подпись была найдена в сущности, известной как Коллективное сознание (англ. The Collective), вместе с энергетическими подписями многих других мутантов, лишившихся сил.

### После Дня М
Дикое Дитя вскоре продемонстрировал, что его силы вернулись вместе с ранее стертыми воспоминаниями. Он даже одолел Росомаху в быстрой схватке. Теперь он выглядит подобно своему старому виду Wildheart.

## В других медиа

### Телевидение
- Дикое Дитя появился в эпизоде мультсериала Люди Икс «Цена одного человека».

### Кинематограф
- Имя Кайла Гибни появляется на экранах компьютеров Уильяма Страйкера в фильме Люди Икс 2 в списке известных мутантов вместе с именами Реми Лебо, Ороро Монро и Гаррисона Кейна.